# Geobacter sulfurreducens
Geobacter sulfurreducens és una espècie proteobacteri pertanyent al gènere dels geobacteris. Té la capacitat de reduir el sofre.

## Descripció
Aquests bacteris gramnegatius són bacils de 2 a 3 µm de longitud per 0.5 µm de diàmetre. No formen espores. Les cèl·lules contenen citocrom c i són capaces de créixer en mitjans amb una concentració de sal marina, és a dir, 1.75%. La seva temperatura òptima de creixement és d'entre 30 i 35 °C.
Són estrictament anaeròbic i quimioorganotrofs, el que significa que adquireixen la seva energia a partir de substàncies orgàniques. Oxiden acetat amb ferro (III), sofre, cobalt (III), fumarat, o malat com acceptors d'electrons. A més, fan servir l'hidrogen com a donador d'electrons per a la reducció de ferro(III).
G. sulfurreducens és el primer bacteri aïllat que acobla l'oxidació d'hidrogen a la d'etil o de reducció de ferro(III).

## Hàbitat
G. sulfurreducens es va aïllar dels sediments superficials d'una rasa a Norman (Oklahoma).

## Història
La primera descripció d'una espècie Geobacter es va fer l'any 1987 per Derek Lovley aïllada dels sediments del Riu Potomac. L'any 1994, Caccavo va descriure Geobacter sulfurreducens.

## Aplicacions
Recentment un grup de treball de l'American físics Marca Tuominen demostrat que una fina pel·lícula de G. sulfurreducens condueix l'electricitat, amb una conductivitat de prop de 5 miliSiemens per cm. La conductivitat obtinguda del material és de diversos centímetres, i per tant, és similar a les propietats elèctriques de la nanoestructures metàl·liques sintètiques. Per tant, G. sulfurreducens podria ser de gran importància per a la construcció de components electrònics a l'escala nano.